# (35699) 1999 CO118
1999 CO118 (asteroide 35699) é um asteroide da cintura principal. Possui uma excentricidade de 0.09901560 e uma inclinação de 3.51480º.
Este asteroide foi descoberto no dia 13 de fevereiro de 1999 por LINEAR em Socorro.